# Mediespråksgruppen
Mediespråksgruppen är en samarbetsgrupp för språkansvariga för svenska språket inom press, radio och tv i Sverige och Finland.
Mediespråksgruppen består av språkansvariga från ett antal medieföretag och språkvårdsorgan som träffas cirka åtta gånger om året för att utfärda rekommendationer till medier gällande språkfrågor. Mötena hålls på TT i Stockholm. Ofta gäller språkfrågorna namn, både personnamn och namn på företag eller geografiska områden. Mediespråksgruppen diskuterar till exempel hur namnen på länder eller namn från icke-latinska språk som arabiska eller ryska ska återges i svenska medietexter.

## Deltagande medieföretag
- Aftonbladet
- Dagens Nyheter
- Expressen
- KSF Media (Finland)
- Omni
- Svenska Dagbladet
- Sveriges Television / Sveriges Radio
- TT Nyhetsbyrån
- YLE (Finland)

## Deltagande språkvårdsorgan
- Språkrådet
- Institutet för de inhemska språken (Finland)